# Гоума (Луїзіана)
Гоума (англ. Houma) — місто (англ. city) в США, в окрузі Террбонн штату Луїзіана. Населення — 33 406 осіб (2020).

## Географія
Гоума розташована за координатами 29°34′43″ пн. ш. 90°42′29″ зх. д. / 29.57861° пн. ш. 90.70806° зх. д. (29.578630, -90.708032).  За даними Бюро перепису населення США в 2010 році місто мало площу 37,92 км², з яких 37,34 км² — суходіл та 0,58 км² — водойми.

### Клімат
| Клімат : Гоума          | Клімат : Гоума | Клімат : Гоума | Клімат : Гоума | Клімат : Гоума | Клімат : Гоума | Клімат : Гоума | Клімат : Гоума | Клімат : Гоума | Клімат : Гоума | Клімат : Гоума | Клімат : Гоума | Клімат : Гоума | Клімат : Гоума |
| Показник                | Січ.           | Лют.           | Бер.           | Квіт.          | Трав.          | Черв.          | Лип.           | Серп.          | Вер.           | Жовт.          | Лист.          | Груд.          | Рік            |
| Абсолютний максимум, °C | 31,1           | 30,6           | 32,2           | 33,3           | 37,2           | 40,0           | 38,9           | 38,3           | 37,8           | 35,6           | 32,8           | 31,7           | 40,0           |
| Середній максимум, °C   | 19,4           | 20,0           | 23,3           | 26,7           | 30,0           | 32,8           | 32,8           | 32,8           | 31,1           | 27,2           | 22,8           | 19,4           | 26,6           |
| Середня температура, °C | 13,3           | 13,9           | 17,2           | 20,6           | 23,9           | 26,7           | 27,2           | 27,2           | 25,6           | 20,6           | 16,1           | 13,3           | 20,5           |
| Середній мінімум, °C    | 7,2            | 8,3            | 11,7           | 15,0           | 17,8           | 21,1           | 22,2           | 22,2           | 20,6           | 14,4           | 10,0           | 7,8            | 14,9           |
| Абсолютний мінімум, °C  | −24,4          | −18,9          | −13,9          | −6,1           | 0,0            | 4,4            | 10,0           | 8,9            | −1,1           | −5,6           | −12,8          | −20            | −24,4          |
| Норма опадів, мм        | 104            | 109            | 112            | 107            | 107            | 157            | 216            | 183            | 160            | 99             | 97             | 122            | 1573           |
| ----------------------- | -------------- | -------------- | -------------- | -------------- | -------------- | -------------- | -------------- | -------------- | -------------- | -------------- | -------------- | -------------- | -------------- |
| Джерело:                |                |                |                |                |                |                |                |                |                |                |                |                |                |

## Демографія
Згідно з переписом 2010 року, у місті мешкало 33 727 осіб у 12 751 домогосподарстві у складі 8663 родин. Густота населення становила 890 осіб/км².  Було 13924 помешкання (367/км²).
Расовий склад населення:
| - 66,0 % — білих - 24,4 % — чорних або афроамериканців - 4,0 % — корінних американців - 1,0 % — азіатів - 0,1 % — вихідців з тихоокеанських островів - 2,7 % — осіб інших рас |

До двох чи більше рас належало 1,9 %. Частка іспаномовних становила 4,8 % від усіх жителів.
За віковим діапазоном населення розподілялося таким чином: 25,6 % — особи молодші 18 років, 61,8 % — особи у віці 18—64 років, 12,6 % — особи у віці 65 років та старші. Медіана віку мешканця становила 36,2 року. На 100 осіб жіночої статі у місті припадало 96,3 чоловіків;  на 100 жінок у віці від 18 років та старших — 93,2 чоловіків також старших 18 років.
Середній дохід на одне домашнє господарство  становив 62 838 доларів США (медіана — 47 052), а середній дохід на одну сім'ю — 73 535 доларів (медіана — 56 341). Медіана доходів становила 47 952 долари для чоловіків та 30 699 доларів для жінок. За межею бідності перебувало 20,9 % осіб, у тому числі 30,3 % дітей у віці до 18 років та 9,5 % осіб у віці 65 років та старших.
Цивільне працевлаштоване населення становило 14 808 осіб. Основні галузі зайнятості: освіта, охорона здоров'я та соціальна допомога — 20,1 %, роздрібна торгівля — 12,0 %, сільське господарство, лісництво, риболовля — 11,1 %.